# Volcán
Koordinaten: 8° 47′ N, 82° 39′ W
Volcán ist ein 32 km abseits der Panamericana liegender Ort im mittelamerikanischen Staat Panama und liegt in der Provinz Chiriquí. 
Der Ort liegt auf einem Hochplateau in 1200 m Höhe und hat rund 12.000 Einwohner (Berechnung 2006). Volcán hat seinen Namen vom nahegelegenen Volcán Barú (3475 m) erhalten. Er gilt auch als Ausgangspunkt für Exkursionen zum  nahegelegenen Parque Nacional Volcán Barú.